# The Light
The Light är progrockbandet Spock's Beards debutalbum från 1995. Det brukar räknas som ett av deras bästa. På denna skiva var uppsättningen följande: 
- Neal Morse - Sång, mellotron, hammondorgel, övriga keyboards, akustisk- och elgitarr
- Alan Morse - Elgitarr, cello, mellotron och sång
- Dave Meros - Bas och valthorn
- Nick D'Virgillio - Slagverk och sång

## Låtar på albumet
1. The Light - 15:13
  - i. The Dream
  - ii. One Man
  - iii. Garden People
  - iv. Looking Straight Into The Light
  - v. The Man In The Mountain
  - vi. Senor Valasco's Mystic Voodoo Love Dance
  - vii. The Return Of The Horrible Catfish Man
  - viii. The Dream
2. Go The Way You Go - 12:03
3. The Water - 23:14
  - i. Introduction / The Water
  - ii. When It All Goes To Hell
  - iii. A Thief In The Night
  - iv. FU / I'm Sorry
  - v. The Water (revisited)
  - vi. Runnin' The Race
  - vii. Reach For The Sky
4. On The Edge - 6:11

Total speltid: 57:01